# Julija Kuročkina
Julija Aleksandrovna Kuročkina (in russo Юлия Александровна Курочкина?; Ščerbinka, 10 agosto 1974) è una modella russa, vincitrice del concorso di bellezza Miss Mondo 1992.

## Biografia
Ex Miss Russia 1992, Julija Kuročkina è stata incoronata quarantaduesima Miss Mondo a diciannove anni, il 12 dicembre 1992 presso il Sun City Entertainment Centre di Sun City in Sudafrica, ricevendo la corona dalla Miss Mondo uscente, la venezuelana Ninibeth Beatriz Leal Jiménez. È stata la prima Miss Mondo russa.
In precedenza Julija Kuročkina aveva lavorato come modella sin dall'età di quattordici anni. A diciotto anni si era trasferita a Mosca proprio per avere maggiori sbocchi professionali. Dopo l'anno di regno, la Kuročkina si è sposata ed ha avuto una figlia, Katia. Lavora presso una agenzia di viaggi.